# Обернтаун (Теннессі)
Обернтаун (англ. Auburntown) — місто (англ. town) в США, в окрузі Кеннон штату Теннессі. Населення — 272 особи (2020).

## Географія
Обернтаун розташований за координатами 35°57′10″ пн. ш. 86°5′36″ зх. д. / 35.95278° пн. ш. 86.09333° зх. д. (35.952663, -86.093360).  За даними Бюро перепису населення США в 2010 році місто мало площу 1,47 км², уся площа — суходіл.

## Демографія
Згідно з переписом 2010 року, у місті мешкало 269 осіб у 113 домогосподарствах у складі 75 родин. Густота населення становила 182 особи/км².  Було 126 помешкань (85/км²).
Расовий склад населення:
| - 93,7 % — білих - 1,9 % — чорних або афроамериканців - 0,7 % — вихідців з тихоокеанських островів - 0,4 % — азіатів - 2,6 % — осіб інших рас |

До двох чи більше рас належало 0,7 %. Частка іспаномовних становила 3,3 % від усіх жителів.
За віковим діапазоном населення розподілялося таким чином: 21,9 % — особи молодші 18 років, 61,0 % — особи у віці 18—64 років, 17,1 % — особи у віці 65 років та старші. Медіана віку мешканця становила 43,3 року. На 100 осіб жіночої статі у місті припадало 84,2 чоловіків;  на 100 жінок у віці від 18 років та старших — 78,0 чоловіків також старших 18 років.
Середній дохід на одне домашнє господарство  становив 47 136 доларів США (медіана — 45 156), а середній дохід на одну сім'ю — 48 317 доларів (медіана — 46 250). За межею бідності перебувало 17,7 % осіб, у тому числі 28,8 % дітей у віці до 18 років та 5,6 % осіб у віці 65 років та старших.
Цивільне працевлаштоване населення становило 139 осіб. Основні галузі зайнятості: виробництво — 35,3 %, освіта, охорона здоров'я та соціальна допомога — 18,7 %, науковці, спеціалісти, менеджери — 6,5 %, мистецтво, розваги та відпочинок — 6,5 %.